# Konvoj
En konvoj er en gruppe fartøjer eller køretøjer, der af sikkerhedsgrunde rejser sammen, helst med militæret som støtte. Konvojer kendes især fra  anden verdenskrig, hvor handelsskibe sejlede til Storbritannien under beskyttelse af krigsskibe, og i sjældne tilfælde også med luftstøtte.

## Maritime konvojer under 2. verdenskrig
Under 2. verdenskrig sejlede konvojer over Atlanterhavet.
Det var normalt Liberty-skibe, handelsskibe bygget i USA under 2. verdenskrig, omgivet af krigsskibe.
Man sejlede i flere kolonner med en bestemt afstand.
Problemet var de tyske ubåde der lå som en ulveflok og ventede.